# HIGHTEEN
HIGHTEEN是於2016年由Wings Entertainment策劃的韓國女子音樂組合，原由5名成員組成，成員為Hyejoo、Hyebin、Sea、Eunjin、李瑟；但後來成員李瑟因健康問題退出，因此團員剩下4名。團名取為「HIGHTEEN」，是來自HIGHTEEN的英文字義為青少年；本團特色為主打「全部團員均零整形」。
2017年7月，前成員李瑟（韓語：이슬）參加《偶像學校》。
2017年10月，文恩振（韓語：문은진） 參加《MIX NINE》。

## 成員列表
| 現任成員    | 現任成員  | 現任成員    | 現任成員 | 現任成員 | 現任成員     | 現任成員         | 現任成員             | 現任成員 | 現任成員 |
| 藝名        | 藝名      | 藝名        | 本名     | 本名     | 本名         | 岀生日期 出生地  | 隊內擔當             |          |          |
| 藝名        | 諺文      | 英文        | 漢字     | 諺文     | 羅馬拼音     | 岀生日期 出生地  | 隊內擔當             |          |          |
| ----------- | --------- | ----------- | -------- | -------- | ------------ | ---------------- | -------------------- | -------- | -------- |
| 恩振        | 은진      | Eunjin      | 文恩振   | 문은진   | Mun Eun Jin  | 1998年11月5日 ·  | 主唱                 |          |          |
| 慧珠        | 혜주      | Hyejoo      | 朴賢珠   | 박현주   | Park Hye Joo | 1999年1月12日 ·  | 隊長、副唱           |          |          |
| 慧彬        | 혜빈      | Hyebin      | 林慧彬   | 임혜빈   | Lim Hye Bin  | 1999年11月10日 · | 主領舞、領唱         |          |          |
| 世亞        | 세아      | Sea         | 金秀晶   | 김수정   | Kim Soo Jung | 1999年12月25日 · | 主rapper、副唱、忙內 |          |          |
| 離隊成員    |           |             |          |          |              |                  |                      |          |          |
| Jessica Lee | 제시카 이 | Jessica Lee | 李瑟     | 이슬     | Lee Seul     | 2001年2月10日 ·  | 副唱、副rapper       |          |          |

## 音樂作品
- 2016年5月25日，單曲《Grow Up》
- 2016年10月14日，迷你專輯《Teen Magic》[10]（主打歌〈BOOM BOOM CLAP〉[11][12]）
- 2017年8月29日，單曲《우주》(Would you)

## Music Video
- 2016年12月1日，BOOM BOOM CLAP（页面存档备份，存于）
- 2017年8月25日，《우주》(Would you)（页面存档备份，存于）
- 2018年4月19日，Timing（页面存档备份，存于）

## 演出作品

### 電視節目
- 2016年 KBS 《音樂銀行》[13][14]

## 外部連結
- 官方Facebook（页面存档备份，存于）
- 官方youtube（页面存档备份，存于）
- HIGHTEEN的X（前Twitter）
- 官方cafe（页面存档备份，存于）
- 李瑟的Instagram帳戶
- 李瑟的Youtube頻道（页面存档备份，存于）